# 安田周一郎
安田 周一郎（やすだ しゅういちろう、1971年11月8日 - 2025年4月6日）は、大阪府出身のプロ野球選手（捕手）。

## 経歴
明徳義塾高では、2年次までは捕手をやっていたが、秋以降はシュアなバッティングを生かすため外野手として5番を打っていた。2年秋は中山大輔投手（日本ハム）らを擁して、県大会優勝、四国大会はベスト4に進出。3年春は県大会決勝で本塁打を放ち、優勝。夏は2回戦で土佐高に延長12回サヨナラ負け。
その打撃と遠投110メートルの強肩が期待され、1989年オフにドラフト外で近鉄バファローズに捕手として入団。
一軍公式戦の出場がないまま、1995年限りで現役を引退した。
引退後は、近鉄で2002年までブルペン捕手を、2003年から球団消滅の2004年までスコアラーを務めた。
東北楽天ゴールデンイーグルスの新規参入に伴い、球団創立の2005年から死去までスコアラーを務めた。
2025年4月6日死去。53歳没。

## 詳細情報

### 年度別成績
- 一軍公式戦出場なし

### 背番号
- 58 （1990年 - 1995年）
- 110 （1996年 - 2002年）